# Českobudějovická pánev
Českobudějovická pánev je geomorfologický celek v severozápadní části Jihočeských pánví. Jedná se o téměř 70 km dlouhý tektonický příkop protažený ve směru severozápad–jihovýchod a široký v průměru deset až dvanáct kilometrů. Její reliéf je převážně plochý či mírně zvlněný v nadmořské výšce nejčastěji 380–410 metrů, na okrajích je uzavřená poměrně výraznými zlomovými svahy.

## Členění
- Putimská pánev
  - Strakonická kotlina
  - Kestřanská pánev
  - Mladějovická pahorkatina
- Blatská pánev
  - Vodňanská pánev
  - Chvalešovická pahorkatina
  - Zlivská pánev

## Vznik
Českobudějovická pánev vznikla společně s pánví Třeboňskou (s níž byla zpočátku spojena) působením tlaku od jihu v počátcích alpinského vrásnění (přibližně před 88–100 miliony let). Koncem druhohor se pánve staly dnem moře. Později s výzdvihem Českého masivu byly pánevní prohlubně vyplněny sladkovodními jezery s odtokem k jihu. Svoji dnešní podobu začala Českobudějovická pánev získávat až koncem třetihor asi před 4 miliony let, kdy se směr odvodňování změnil na severní, došlo k vyprázdnění jezerních vod a erozní a denudační procesy vytvořily plochý reliéf.

## Geologie
Povrch Českobudějovické pánve je tvořen převážně svrchnokřídovými a třetihorními souvrstvími. Podloží je krystalickými horninami moldanubika, které vystupují na povrch u severozápadních okrajů pánve. Pro pánev jsou typické rozsáhlé akumulační tvary: nánosy štěrkopísků, sprašové hlíny, široké aluviální nivy a rašeliny.

## Vodstvo
Českobudějovická pánev je na jihovýchodě odvodňována Vltavou, v severozápadní části Otavou a jejím přítokem, Blanicí, které v ní vytvářejí četné volné meandry, mrtvá ramena a tůně. Nachází se v ní mnoho rybníků, z nichž největší jsou Bezdrev, Dehtář, Volešek, Munický rybník, Blatec, Řežabinec, Tálínský rybník.

## Chráněná území
- Bažantnice u Pracejovic
- Chvalšovické pastviny
- Malý ústavní rybník
- Mokřiny u Vomáčků
- Myšenecká slunce
- Pikárna
- Přední Galášek
- Radomilická mokřina
- Ražický rybník
- Řežabinec
- Skalský rybník
- Štěkeň
- Tůně u Hajské
- Tůně u Špačků
- Velký Karasín
- Velký Potočný rybník
- Vrbenská tůň
- Vrbenské rybníky